# Nienhagen (Schwanebeck)
Nienhagen è una frazione della città tedesca di Schwanebeck, nel land della Sassonia-Anhalt.